# Petropavlovsk (cuirassé, 1911)
Pour les articles homonymes, voir Marat et Petropavlovsk.
Le Petropavlovsk (en russe : Петропавловск), puis le Marat (en russe : Марат) et enfin le Volkhov (en russe : Волхов), est un navire de ligne de la Marine impériale russe de 1911 à 1917, puis de la Marine soviétique de 1917 à 1952. Mis en service en 1914, gravement endommagé lors de l'offensive allemande en 1941 par le pilote de Stuka Hans Rudel de la 2. Sturzkampf Geschwader, il est renfloué en 1943 ; il est détruit en 1952.

## Histoire
Le Petropavlovsk est à l'origine un dreadnought créé avant la Première Guerre mondiale, en même temps que ses trois sister-ships de classe Gangut, le Sebastopol, le Gangut et le Poltava.

### Carrière dans la Marine impériale de Russie
Le Petropavlovsk fut spécialement conçu pour le combat en mer Baltique. Sur un plan positif, ce bâtiment de guerre très similaire au cuirassé italien Dante Alighieri conserva des qualités inhérentes au croiseur de bataille : il possédait une vitesse relativement élevée pour un cuirassé[réf. souhaitée] de cette période.
Le Petropalovsk prit part à la Première Guerre mondiale.

### Carrière duMaratdans la Marine soviétique
À la suite de la signature du traité de Brest-Litovsk le 3 mars 1918, le Sebastopol et d'autres navires de la flotte de la Baltique prirent part à la croisière de glace de la flotte de la Baltique. Le 12 mars 1918, accompagnée par les brise-glaces Yermak et Volynets, la 1re escadre quitta le port d'Helsinki pour accoster dans le port de Kronstadt le 17 mars 1918. Stepan Maximovitch Petrichenko (1892-1947), mécanicien à bord du Petropavlovsk, dirigea de décembre 1917 au 26 février 1918 la République soviétique de Naissaar (en) (petite île située au large de l'Estonie). Le 17 août 1919, lors de l'intervention des alliés en Russie, le Petropavlovsk fut touché par trois torpilles lancées par la vedette lance-torpille britannique MB-88. En mars 1921, les membres d'équipage du Petropavlovsk prirent part à la rébellion anti-bolchevique de Kronstadt.
Le Petropavlovsk fut renfloué et réparé. Le 31 mai 1921, il fut réaffecté à la Marine soviétique. Lors de sa remise en service (en même temps que deux de ses jumeaux), le cuirassé reçut le nom de Marat, en l'honneur du révolutionnaire français Jean-Paul Marat. À cette occasion, le Sebastopol devint Parizhkaia Kommuna (Commune de Paris, une autre référence à la France), et le Gangut devint Oktyabrskaya Revoluciya (Révolution d'Octobre). Le quatrième exemplaire (le Poltava, rebaptisé le Frounze), très endommagé pendant les révolutions russes, servit de réserve de pièces de rechange pour les trois autres cuirassés de la même classe. Cette reconstruction d'anciens dreadnoughts était à l'époque chose courante, elle permettait de rallonger la durée de vie de grands bâtiments tout en faisant de substantielles économies.
Du 10 mai au 5 juin 1937, le Marat se rendit au Royaume-Uni, il participa à une revue navale donnée à l'occasion du couronnement de Georges VI du Royaume-Uni. Sur le chemin du retour, il fit escale dans les ports baltiques de Memel, Libava et Tallinn[réf. souhaitée].
Au cours de la Grande Guerre patriotique, le Marat prit une part active dans la défense de Leningrad.
Au début de la Seconde Guerre mondiale, ces navires vieillissants furent utilisés comme batterie d'artillerie côtière et DCA flottante. Lors de l'offensive allemande de 1941, le Marat, ancré à Kronstadt, fut touché par une bombe de 1 000 kg sur, semble-t-il, sa soute à munitions. Sur le cuirassé, on déplora la mort de 324 personnes. Il commença à couler mais, étant amarré sur des hauts fonds, resta émergé. Son épave continua donc de servir de plateforme de tir contre la Wehrmacht. Il fut renfloué après le conflit et, le 31 mai 1943, reprit son nom de Petropavlovsk. Le 28 novembre 1950, il reçut finalement le nom de Volkhov (Волхов) et, réduit à l'état de ponton, fut désormais employé en tant qu'école d'artillerie avant d'être démoli en 1952.